# Thomas Silberhorn

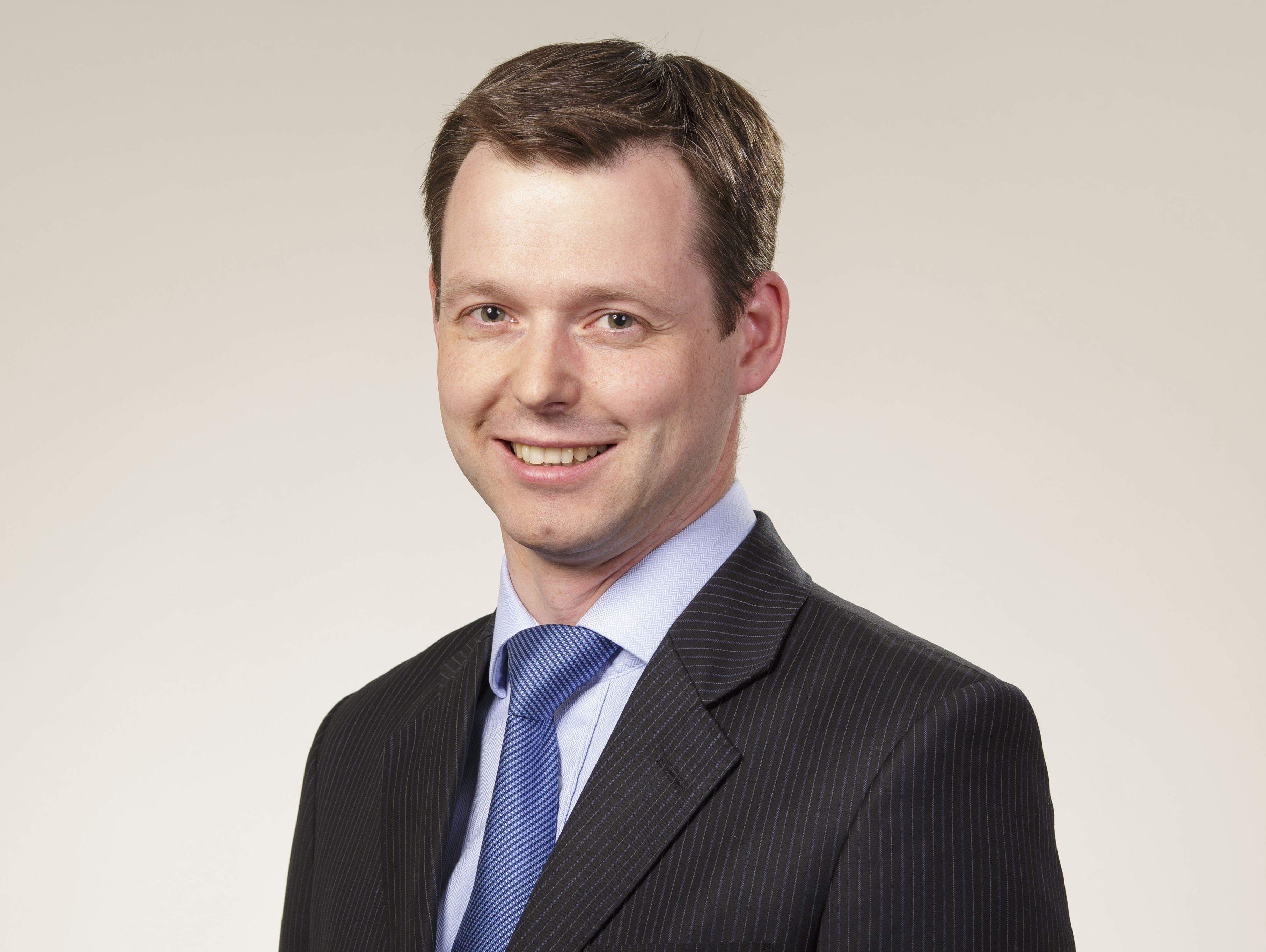
Thomas Silberhorn (2012)

Thomas Silberhorn (* 12. November 1968 in Kemmern) ist ein deutscher Politiker (CSU) und Rechtsanwalt. Er ist seit 2002 Mitglied des Deutschen Bundestages.

## Leben und Beruf
Nach dem Abitur im Jahre 1987 am Franz-Ludwig-Gymnasium in Bamberg absolvierte Silberhorn ein Studium der Rechtswissenschaft an der Friedrich-Alexander-Universität Erlangen-Nürnberg, der Ludwig-Maximilians-Universität München und der Universität Bayreuth, das er 1992 mit dem ersten juristischen Staatsexamen beendete. Nach dem Referendariat legte er 1994 das zweite Staatsexamen ab und war danach bis 2000 als wissenschaftlicher Assistent am Lehrstuhl für Öffentliches Recht an der Universität Bayreuth tätig. Seit 2001 ist er als Rechtsanwalt zugelassen (Tätigkeit derzeit ruhend).
Thomas Silberhorn ist verheiratet und hat zwei Söhne. Er ist katholischer Konfession.

## Politik
Silberhorn trat 1985 in die Junge Union (JU) und 1987 auch in die CSU ein. Er gehörte von 1995 bis 2003 dem Landesausschuss der JU Bayern und von 1998 bis 2002 dem JU-Bundesvorstand an.
Während seines Studiums erhielt Silberhorn ein Stipendium der CDU-nahen Konrad-Adenauer-Stiftung.
Silberhorn ist seit 2009 Vorsitzender des CSU-Kreisverbandes Bamberg-Land. Seit 2005 ist er stellvertretender Vorsitzender des CSU-Bezirksverbandes Oberfranken. Silberhorn gehört außerdem dem CSU-Parteivorstand an.

### Abgeordneter
Silberhorn war von 2002 bis 2003 Mitglied des Gemeinderates von Memmelsdorf und ist seit 2002 Mitglied des Kreistages des Landkreises Bamberg.
Seit der Bundestagswahl 2002 ist er Mitglied des Deutschen Bundestages. Hier war er von 2005 bis 2013 Vorsitzender des Arbeitskreises Auswärtiges, Verteidigung, Europa, wirtschaftliche Zusammenarbeit und Entwicklung, Menschenrechte und humanitäre Hilfe der CSU-Landesgruppe und von 2009 bis 2013 Obmann der CDU/CSU-Bundestagsfraktion im Rechtsausschuss des Deutschen Bundestages. 2014 war Silberhorn Stellvertretender Fraktionsvorsitzender der CDU/CSU-Bundestagsfraktion für Innen, Recht und Verbraucherschutz, bis er zum Parlamentarischen Staatssekretär beim Bundesminister für wirtschaftliche Zusammenarbeit und Entwicklung berufen wurde.

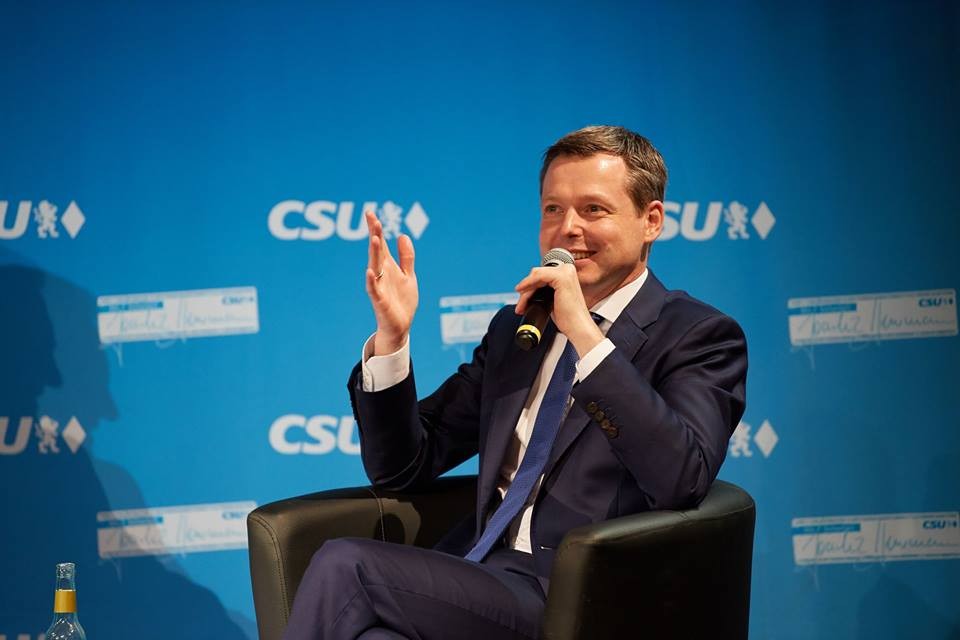
Thomas Silberhorn bei einer Diskussion im September 2017

Thomas Silberhorn ist stets als direkt gewählter Abgeordneter des Wahlkreises Bamberg in den Bundestag eingezogen. Bei der Bundestagswahl 2013 erreichte er in seinem Wahlkreis 52,2 % der Erststimmen, bei der Bundestagswahl 2017 42,1 % und bei der Bundestagswahl 2021 37,0 %.
Bei der Bundestagswahl 2025 erreichte er 39,4 % der Erststimmen und zog am 23. Februar 2025 in den 21. Deutschen Bundestag ein.
Silberhorn ist in der 21. Wahlperiode Mitglied in folgenden Ausschüssen: Geschäftsführender Vorsitzender und Mitglied im Innenausschuss. Ordentliches Mitglied im Ausschuss für Wahlprüfung, Immunität und Geschäftsordnung.
Stellvertretend ist er Mitglied im Ausschuss für die Angelegenheiten der Europäischen Union, im Auswärtigen Ausschuss, im Verteidigungsausschuss sowie im Ausschuss für Recht und Verbraucherschutz.

### Parlamentarischer Staatssekretär
Silberhorn wurde am 18. Februar 2014 Parlamentarischer Staatssekretär beim Bundesminister für wirtschaftliche Zusammenarbeit und Entwicklung. Er übernahm das Amt von Christian Schmidt (CSU), der Bundeslandwirtschaftsminister wurde. Am 14. März 2018 wechselte er auf die gleiche Position ins Bundesministerium der Verteidigung. Dieses Amt hatte er bis zum 7. Dezember 2021 inne.

## Positionen
Angesichts eines möglichen Wahlsieges Donald Trumps bei den US-Wahlen forderte Silberhorn im Februar 2024 eine wichtigere Führungsrolle Deutschlands innerhalb der NATO und der EU. Trump würde Deutschland „in erster Linie als Wettbewerber und erst in zweiter Linie als Partner“ sehen. Weiterhin brauche die Bundesregierung „tragfähige Gesprächskanäle auch zu den Republikanern“, habe aber „auf Arbeitsebene vor allem mit der von Demokraten geprägten US-Administration zu tun.“
Hinsichtlich einer Wiedereinführung der Wehrpflicht betonte er „Ohne die Wehrpflicht geht es nicht.“ Die Bundeswehr müsse auf die künftig notwendige Personalstärke gebracht werden. „Wer in Freiheit und Demokratie leben will, muss bereit sein, sie zu verteidigen.“ schrieb er im März 2025.

## Mitgliedschaften
Silberhorn war Mitglied im Präsidium des Förderverein Deutsches Heer, sowie Kuratoriumsmitglied bei der Christian-Liebig-Stiftung. Thomas Silberhorn ist Mitglied der überparteilichen Europa-Union Deutschland, die sich für ein föderales Europa und den europäischen Einigungsprozess einsetzt. Er ist 1. Vorsitzende des Kreisverbands Bamberg. Seit 2023 ist Silberhorn Ehrenmitglied der katholischen Studentenverbindung KDStV Fredericia Bamberg im CV.